# 王仁皎
王 仁皎（おう じんこう、651年 - 719年）は、唐の外戚。字は鳴鶴。本貫は同州下邽県。

## 経歴
玄宗の王皇后の父にあたる。景龍2年（708年）、将帥として推挙され、甘泉府果毅に任じられ、左衛中郎将に転じた。玄宗が即位すると、皇后の父として将作大匠・太僕寺卿を歴任し、開府儀同三司の位を受け、祁国公に封じられた。仁皎は朝政に関与せず、自らの身を養い、子女の財貨を積むばかりであった。開元7年（719年）、死去した。享年は69。太尉・益州大都督の位を追贈された。諡は昭宣といった。
子の王守一は殿中少監となり、祁国公の爵位を嗣いだが、王皇后とともに左道をおこなった罪で柳州司馬に左遷され、藍田駅で死を賜った。

## 伝記資料
- 『旧唐書』巻183 列伝第133
- 『新唐書』巻206 列伝第131